# 15 Éxitos, Vol. 2
15 Éxitos, Vol. 2 es un álbum recopilatorio del grupo mexicano Los Caminantes, lanzado en 1985 por medio de Luna Records. Es el segundo de los tres volúmenes de una colección de grandes éxitos de su Supe Perder, Especialmente Para Usted, y Número Tres álbumes.

## Lista de canciones
| #  | Canción                | Duración | Compositores          |
| -- | ---------------------- | -------- | --------------------- |
| 01 | "Paloma Negra"         | 3:18     | Tomás Méndez          |
| 02 | "Las Gaviotas"         | 3:33     | Manuel Esquivel       |
| 03 | "Ramita De Matimba"    | 2:40     | Rosendo Martínez      |
| 04 | "Tuyo Seré"            | 3:08     | Horacio Ramírez       |
| 05 | "Te Vas o Te Quedas"   | 3:17     | José Alfredo Jiménez  |
| 06 | "Palomita Mensajera"   | 3:01     | Agustín Ramírez       |
| 07 | "Hace Un Año"          | 2:49     | Felipe Valdez Leal    |
| 08 | "Cobardemente"         | 2:34     | Hermanos Martínez Gil |
| 09 | "La Cama De Piedra"    | 3:06     | Cuco Sánchez          |
| 10 | "La Cárcel De Cananea" | 4:00     | Luis Pérez Meza       |
| 11 | "Cumbia Del Sol"       | 3:03     | Héctor Quintero       |
| 12 | "Teresita"             | 2:55     | Martín Ramírez        |
| 13 | "Solo Estoy"           | 3:20     | Brígido Ramírez       |
| 14 | "Aquella Joven"        | 3:14     | Horacio Ramírez       |
| 15 | "Vuela Paloma"         | 3:11     | Gozina y Cherubine    |

- Datos: Q4543434